# Stenonartonia
Stenonartonia (лат.) — род одиночных ос из семейства Vespidae (Eumeninae).

## Распространение
Южная Америка.

## Описание
Среднего размера осы с желтовато-буровато-черной окраской тела, длина около 1 см. От близких родов (например, Ancistrocerus) отличается следующими признаками: аксиллярная ямка узкая; проподеальная вальвула расширена и слита с субмаргинальным килем; головные ямки самок в отчётливой широкой зоне дифференцированной кутикулы. Мандибула с 3 субапикальными зубцами, дистальный из которых очень широкий (шире предыдущего) и с плоским краем (менее выражен у S. flavotestacea), проксимальный широко выемчатый, почти двузубый, ацетабулярный киль заканчивается, не доходя до преапикальной выемки; формула щупиков 6+4; антеннальные впадины отделены друг от друга примерно своим диаметром и от наличника примерно на 1/5—1/4 того же диаметра; у самца членик жгутика усика F9 перекидывается через F11, образуя крюк; глаза голые. Вершина головы самки с полуовальной до бумерангообразной плотно микропунктированной специализированной зоной, которая свободна от макропунктуры, покрыта длинным и плотным полупрямым волосистым налетом и несёт две довольно близко расположенные друг к другу небольшие пунктированные ямки, не фланкированные сзади килем и расположенные примерно на среднем расстоянии между уровнями задних оцеллий и затылочного киля. Развит претегулярный киль.

## Таксономия
Известно около 10 видов.
- Stenonartonia apicipennis (Fox, 1902)[5]
- Stenonartonia cooperi Garcete-Barrett, 2011
- Stenonartonia flavotestacea (Giordani Soika, 1941)
- Stenonartonia grossa Garcete-Barrett, 2011
- Stenonartonia guaranitica (Bertoni, 1918)[6]
- Stenonartonia guaraya Garcete-Barrett, 2011
- Stenonartonia hasyva Garcete-Barrett, 2011
- Stenonartonia hermetica Garcete-Barrett, 2011
- Stenonartonia mimica (Kohl, 1907)[7]
- Stenonartonia occipitalis Garcete-Barrett, 2011
- Stenonartonia perdita Garcete-Barrett, 2011
- Stenonartonia polybioides (Schulthess, 1904)[8]
- Stenonartonia rejectoides Garcete-Barrett, 2011
- Stenonartonia tanykaju Garcete-Barrett, 2011
- Stenonartonia tekoraava Garcete-Barrett, 2014[9]